# Kolekcjoner kości (powieść)
Kolekcjoner kości (ang. The Bone Collector) – powieść Jeffery’ego Deavera wydana w 1997 roku. Jest to pierwsza książka, w której pojawiają się Lincoln Rhyme i Amelia Sachs. Autor otrzymał za nią nagrodę Nero Award w 1999 roku.

## Fabuła
W Nowym Jorku młoda policjantka Amelia Sachs odnajduje na stacji kolejowej zwłoki zakopane w ziemi, z wystającą jedną ręką. Morderca pozostawił kilka wskazówek dla śledczych. Ponieważ policja nie radzi sobie ze śledztwem, zwraca się o pomoc do byłego dowódcy wydziału zabójstw, Lincolna Rhyme’a. Sparaliżowany, acz błyskotliwy kryminalistyk, z początku niechętnie, w końcu wspólnie z młodą policjantką z drogówki podejmują śledztwo.

## Ekranizacja
W 1999 roku, Phillip Noyce nakręcił film, na podstawie książki, o tym samym tytule. W rolach głównych wystąpili Denzel Washington i Angelina Jolie.